# Diecezja Valdivia
Diecezja Valdivia – rzymskokatolicka diecezja w Chile z siedzibą w Valdivia. Należy do metropolii Concepción. 
Zajmuje ona całe terytorium regionu Los Ríos, z wyjątkiem gmin: San José de la Mariquina, Panguipulli, Lanco i Máfil, które należą do diecezji Villarrica.